# アルベルト・ゲレーロ

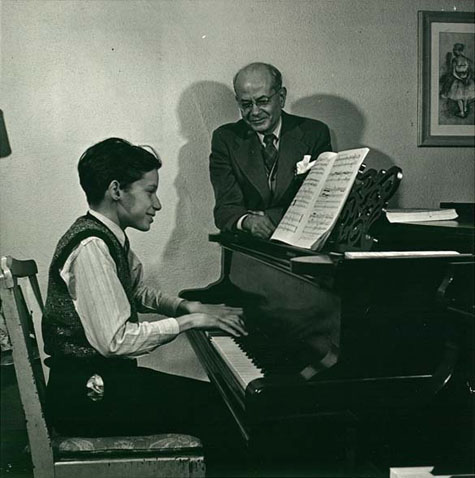
グレン・グールド(左の人物)を見守るゲレーロ。

アントニオ・アルベルト・ガルシア・ゲレーロ（Antonio Alberto García Guerrero, 1886年2月6日 ラ・セレナ - 1959年11月7日 トロント）はチリ出身のカナダのピアニスト・作曲家・音楽教師。現在では、グレン・グールドの学生時代の指導者として記憶されるが、トロント音楽院での長年にわたる指導を通じて、何世代にもわたって人材を輩出してきた。

## 略歴
母親と兄ダニエルからピアノの手解きを受けるも、その他については独学であった。1890年代初頭に家族とともにラ・セレナからサンチャゴに移った後、芸術家や知識人のサークル「ロス・ディエス（Los Diez）」に参加する。才気煥発の作曲家にして有能な演奏会ピアニストとして、改革に意欲的な気風をチリ楽壇に吹き込み、ドビュッシーやラヴェル、シリル・スコット、スクリャービン、シェーンベルクなど同時代の音楽を聴衆に紹介した。また、サンチャゴで最初の交響楽団を創設して指揮し、また1917年のバッハ協会の設立にも活躍した。兄弟のエドゥアルドは音楽評論家となり、ゲレーロ自身も論文や批評を新聞に投稿している。1915年には論文集『現代の音楽（ La armonia moderna ）』を出版した（現存せず）。
1918年に新婚旅行でニューヨークに行き、マルク・ハンブルクの一族と接触するようになる。その招きでトロントに新設されたばかりのハンブルク音楽院で教鞭を執ることになる。ゲレーロはこの申し出を受け入れ、翌1919年に夫人と娘を連れて、カナダに移住した。
トロントでは数年間、マルク・ハンブルクの後任ピアニストとしてハンブルク三重奏団の一員となり、演奏した。注意をピアノの演奏技巧や指導法に傾けるにつれ、レパートリーはヘンリー・パーセルから六人組までに広がった。カナダの最も積極的なピアニストとして、1920年代中ごろから1950年代初頭まで、（当時としては極めて斬新なことに）ラジオ番組で定期的なリサイタルを行なった。定期会員制の連続リサイタルも1932年から1937年まで行なった。毎年の4･5回のリサイタルではしばしば、バッハやスカルラッティ、ハイドン、モーツァルトらの無視されがちな作品や、18世紀スペインの作曲家、同時代のフランスの作曲家、ストラヴィンスキーが取り上げられた。また、バッハの《インベンションとシンフォニア》や《ゴルトベルク変奏曲》の全曲演奏といった試みも含まれ、差し詰め門弟グレン・グールドの先取りといった観を呈している。また室内楽奏者としては、フランク・ブラックフォードやハロルド・サンバーグといったヴァイオリニストや、レオ・スミスやコーネリアス・イセルスタインといったチェリストとも共演した。また10年以上にわたって、「ファイブ・ピアノ・アンサンブル」の団員でもあった。
1922年にハンブルク音楽院を辞任して、トロント音楽院（現・カナダ王立音楽院）の教員となる。没年まで勤め上げ、その間にカナダ屈指の音楽教師として名を馳せることとなる。
ゲレーロは、寡黙さと集中力とで知られていた。ゲレーロの謙抑がもとで、20世紀後半になって、最も傑出したカナダ人音楽家を輩出することになったのである。確固とした演奏技巧や美学は、10年間ゲレーロに師事したグールドにも影響を与えた（それでもなおグールドは、自分は独学だと言い張るようになったのだが）。ゲレーロは鋭い見識の持ち主で、絵画や詩、（オーギュスト・コントやフッサール、サルトルらの）哲学を巧みに論じた。作曲家のレーモンド・マリー・シェーファーは、ゲレーロについて「音楽以外の観念についても学生に見通しを与えることが出来る数少ない音楽家の一人であった」と述懐している。シェーファーは、この恩人の訃報に追悼文を寄せている。

## 作品
サンチャゴでは、多才な作曲家として有名だった。たくさんの室内楽曲やピアノ曲のほかに、いくつかのオペレッタやサルスエラを創り、1908年から1915年にかけてチリで上演されている（ただし現存しない）。しかしながらカナダに移住してからは、1937年に2つのピアノ曲《タンゴ Tango 》と《南の海 Southern Seas 》が出版されてはいるものの、教育に傾注するようになり、夫人のミルトレ・ロセと共著で『ピアノの新しい発想法The New Approach to the Piano 』（全2巻、1935年～1936年）を上梓した。
ゲレーロの自筆原稿や論文は、トロント大学音楽資料室に所蔵されている。

## 門下生
- グレン・グールド
- アルトゥール・オゾリンス

## 参考資料
- Beckwith, John (2006). In Search of Alberto Guerrero. Wilfrid Laurier University Press. ISBN 0889204969 The only book-length biography of Guerrero.
- Aide, William (1998). Starting from Porcupine. Oberon Press. ISBN 0778010473

### 音源
- Glenn Gould: His First Recordings (1947-1952). Video Artists International 1198 (2001).

## 註
1. 1 2  Beckwith, John. "Alberto Guerrero." Encyclopedia of Music in Canada.
2. ↑  Schafer, R. Murray (2007). Program Notes (PDF).